# 2000 GM147
2000 GM147, também escrito como 2000 GM147, é um objeto transnetuniano (TNO) que está localizado no cinturão de Kuiper, uma região do Sistema Solar. Este corpo celeste é classificado como um plutino, pois, o mesmo está em uma ressonância orbital de 2:3 com o planeta Netuno. Ele possui uma magnitude absoluta (H) de 7,9 e, tem um diâmetro estimado com cerca de 116 km, por isso existem poucas chances que o mesmo possa ser classificado como um planeta anão, devido ao seu tamanho relativamente pequeno.

## Descoberta
2000 GM147 foi descoberto no dia 03 de abril de 2000 pelos astrônomos C. A. Trujillo, S. S. Sheppard e D. C. Jewitt.

## Órbita
A órbita de 2000 GM147 tem uma excentricidade de 0.192 e possui um semieixo maior de 39.582 UA. O seu periélio leva o mesmo a uma distância de 31.996 UA em relação ao Sol e seu afélio a 47.168.